# Полторацький Марко Федорович
Марко Федорович Полторацький (17 (28) квітня 1729, Сосниця — 24 квітня 1795, Санкт-Петербург), український співак (баритон). Козак Сосницької сотні Чернігівського полку. Дійсний статський радник при Петербурзькому дворі Росії. Дід Анни Керн, якій російський лірик Олександр Пушкін присвятив сентиментальний вірш «Я помню чудное мгновенье…».

## Життєпис
Батько — козак Федір Полторацький, оселився у сотенному місті Сосниця Чернігівського полку Гетьманщини і прийняв сан священика православної церкви. У часи гетьмана Данила Апостола 17(28) квітня 1729 у його сім'ї народився син Марко. Хлопець ріс тямущим та допитливим, і батько віддав його до «латинської школи» Чернігова, в якій той провчився чотири роки.
Потім його навчання тривало в стінах Києво-Могилянської академії. З дитинства Марко мав гарний голос і, будучи студентом, співав в академічному хорі. У 1744 голос Марка почув граф Олексій Розумовський, котрий супроводжував імператрицю Єлизавету Петрівну в її поїздці рідною Україною.
1745 Марко Полторацький попрощався зі своїми київськими товаришами і помандрував до  Санкт-Петербурга для співочої служби в хорі при імператорському дворі. Кар'єра Марка складалася вдало, невдовзі він був призначений «уставником» придворного хору. Невдовзі його направляють в Італію для вдосконалення вокальної майстерності. Там він здобуває репутацію яскравого оперного співака.
1750 — зарахований до Петербурзької італійської оперної трупи (першим серед українських артистів, сценічний псевдонім «Марко Портурацький»).
1753 — регент придворної співочої капели (Санкт-Петербург). З іменними указами імператриці неодноразово їздив відбирати найкращі голоси в Україну. У реєстрі «малих півчих» від 30 жовтня 1760 року, яких він відібрав, прослухавши церковні, монастирські, шкільні та інші хори в Гетьманських полках, був записаний і Дмитро Бортнянський, 9 років від роду, — син козака Глухівської сотні Ніжинського полку.
1754 — полковник.
1746—1762 рр. — співак і регент (1753) придворного хору, з 1763 — директор придворної співочої капели (Санкт-Петербург), водночас 1750—1770 рр. — соліст Італійської опери. Учнями його були: М. Березовський, Д.Бортнянський, К. Давидов.
1763 — указом Катерини приведений до дворянського звання.
1790 — у селі Красному Старицького повіту Тверської губернії Марком Федоровичем Полторацьким була побудована Преображенська церква (освячена в 1803 році). Чин дійсного статського радника був наданий Полторацкому в 1791 році. Чин «дійсного статського радника» відносився до категорії вищих державних чинів (4-у класу) і прирівнювався до армійського «генерал-майор» або придворного «камергер».
У 1740-х роках маєток Грузини Новоторжського повіту Тверської губернії став належати Марку Полторацькому і був перетворений в одну з найбагатших садиб Тверської губернії. До XXI століття в маєтку збереглися: головний будинок з флігелем, службовий корпус, кузня, льох, валунний міст, Пейзажний парк, кам'яні житлові селянські будинки (21 будинок).
Помер у Петербурзі. Похований на Лазаревському цвинтарі Олександро-Невської лаври.

## Родина
Був одружений з Агафоклією Олександрівною (при народженні Шишкова, з дворян). У сім'ї було 22 дітей. Найвідоміші нащадки:
- Дмитро — відомий кіннозаводчик
  - Віра (дружина Олександра Вонлярлярського)
  - Сергій — бібліограф і письменник
- Федір
- Костянтин — генерал-лейтенант, учасник воєн з Наполеоном, Ярославський губернатор
- Єгор
- Олександр — керівник Петербурзького монетного двору
  - Олександр
  - Михайло
- Петро
  - Анна Керн
  - Єлизавета (також знайома Пушкіна)
- Павло
  - Олександр
    - Володимир — російський генерал, картограф, Семипалатинський губернатор, учасник Туркестанських походів

  - Олексій
  - Ганна (дружина Івана Раллі)
- Єлизавета (дружина Олексія Миколайовича Оленина)
- Олексій — тверський губернський предводитель дворянства, з 1823 року одружений з Варварою Дмитрівною Кисельовою, сестрою графа П. Д. Кисельова
  - Володимир — генерал-майор, учасник Кавказьких і Туркестанських походів і російсько-турецької війни 1877—1878 рр.
- Варвара (дружина Дмитра Борисовича Мертваго)
- Агафоклея (дружина Олександра Сухарєва)

## Пам'ять
Ім'я Марка Федоровича Полторацького присвоєне районній дитячій музичній школі у Сосниці. В 2011 на фасаді школи з'явилася пам'ятна дошка.

## Статті
- Везіння Марка Полторацького (укр.)[недоступне посилання з липня 2019]